# ミスター・ジャイアンツ 勝利の旗
『ミスター・ジャイアンツ 勝利の旗』（ミスター・ジャイアンツ しょうりのはた）は、1964年2月12日に東宝系で公開された日本映画。カラー。東宝スコープ。東京映画作品。90分。

## 概要
公開前年の1963年を舞台に、当時読売ジャイアンツ（巨人軍）のスター選手だった長嶋茂雄（同球団終身名誉監督）を主演に、彼の活躍や苦悩などを描いた、セミフィクション映画。実在したプロ野球選手はほぼ全員が本人役（カメオ出演）で登場している。
『駅前シリーズ』のメインスタッフが製作を手掛け、助演者にもフランキー堺をはじめとした『駅前』の出演者が多く、優勝祝賀パーティーの客役には当時の東宝の名優達が本人役で出演。さらに巨人軍からも当時の監督だった川上哲治や、長嶋と人気を二分する王貞治（現：福岡ソフトバンクホークス球団取締役会長）などの選手達と、豪華な出演者達が揃っている。特に王は、1962年公開の『喜劇 駅前飯店』や、この年に公開される『喜劇 駅前天神』の2本にも本人役で出演と、この時期は映画出演が目立った。
2005年4月には日本映画専門チャンネルのコーナー「私が好きな日本映画」で、巨人軍のファンである漫画家・黒鉄ヒロシのリクエストにより放送、2012年11月11日ではBS日テレにて放映されている。

## スタッフ
- 製作：佐藤一郎、金原文雄

- 企画：垣内田鶴
- 脚本：八住利雄
- 音楽：服部良一
- 撮影：黒田徳三
- 美術：小島基司
- 録音：原島俊男
- 照明：比留川大助
- 整音：西尾昇
- 監督助手：泰幸三郎
- 編集：広瀬千鶴
- 現像：東洋現像所
- 製作担当者：内山甲子郎
- 協力：読売巨人軍
- 監督：佐伯幸三

## 出演者
- 長嶋茂雄：長島茂雄（読売ジャイアンツ選手）
- 川上哲治：川上哲治（読売ジャイアンツ監督）
- 広岡達朗：広岡達朗（読売ジャイアンツ選手）
- 藤田元司：藤田元司（同上）
- 国松彰：国松彰（同上）
- 王貞治：王貞治（同上）
- 柴田勲：柴田勲（同上）
- 吉沢勝︰吉沢勝 （同上・キャンプのときの長嶋茂雄の打撃投手）
- 武宮敏明：武宮敏明（読売ジャイアンツコーチ）
- 中西太：中西太（西鉄ライオンズ監督兼選手）
- 戸部伸吉：伴淳三郎（大の巨人ファンのハイヤー運転手）
- 戸部道子：大空真弓
- 拍尾けい：淡島千景
- 原井記者：船戸順
- 波山：佐原健二（かつて長嶋と同期で、ポジションも同じ三塁手であった難波昭二郎がモデル）
- 島道記者：清村耕次
- 拍尾：織田政雄（長嶋の山篭りの際の宿泊先となった山荘の管理人）
- 岡見和枝：千石規子
- 岡見稔：織田新太郎
- 戸部たつ：沢村貞子
- 戸部正男：加東晴之
- 刑事：天津敏
- 長島家の女中：那智恵美子
- ウェイトレス：八代美紀
- 優勝祝賀パーティーの客：新珠三千代、アイ・ジョージ（特別出演）
- 乗客の妻：淡路恵子（同上）
- 看護婦長：池内淳子（同上）
- 砂原：伊藤久哉（同上）
- 優勝祝賀パーティーの客：伊東ゆかり、香川京子（同上）
- 盲学校の先生：加東大介（同上）
- 優勝祝賀パーティーの客：草笛光子、桜井浩子、南弘子、関屋文栄、宝田明、仲代達矢、中川ゆき（同上）
- バーのホステス：魚住純子、八代万智子（同上）
- 酔客：西村晃（同上）
- 乗客の夫：ビンボー・ダナオ（同上）
- 青年：舟木一夫（同上）
- 中西のファン：三木のり平（同上）
- 乗客・社長：柳永二郎（同上）
- 坂井報道係：フランキー堺（現代で言う「球団広報」に相当）
- アナウンサー（声のみ）：越智正典（当時：日本テレビアナウンサー）
- 同上：大平和夫（同上）

## 主題歌
「勝利の旗」
- 作詞：足立万里/補作：サトウハチロー/作曲：服部良一/歌：坂本九

## 同時上映
『国際秘密警察 虎の牙』
- 脚本：安藤日出男/監督：福田純/主演：三橋達也
- 『国際秘密警察シリーズ』第2作。

## 参考資料
- キネマ旬報